# معيار السيزيوم

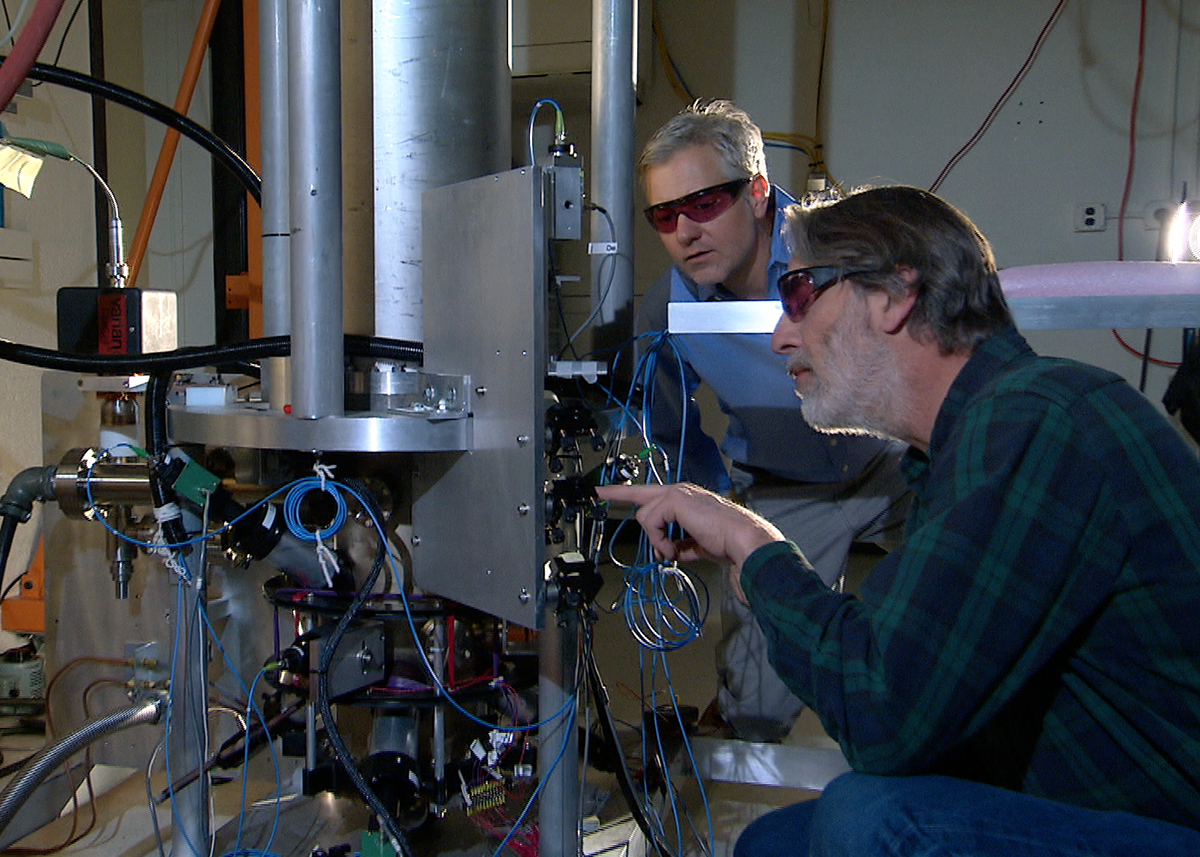
نافورة ذرية سيزيومية مستخدمة في الساعة الذرية

معيار السيزيوم و معيار ترددي أساسي حيث يتم فيه استعمال امتصاصية الفوتون بين ذرتين سيزيوم-133 ذوي حالة قاعية وبنية فائقة الدقة للتحكم بالتردد الناتج. تم بناء أول ساعة سيزيوم في عام 1955 على يد لويس إيسن في المختبر الفيزيائي الوطني (المملكة المتحدة). تم نشرها عالميا على يد جينروت إم. آر. وينكلر من مرصد البحرية الأمريكية.
تعتبر ساعات السيزيوم الذرية أدق معيار للوقت والتردد و يتم استعمالهم كمعيار لتعريف وحدة الثانية وفق النظام الدولي للوحدات (الشكل الحديث للنظام المتري). تم تعريف الثانية على أنها الوقت المستغرف  لتحقيق تردد الإشعاع المنتقل بين ذرتين سيزيوم-133 ذوي حالة قاعية وبنية فائقة الدقة في غياب أي مؤثرات خارجية ك المجال المغناطيسي للأرض، حيث أن قيمة هذا التردد ΔνCs هي 9192631770 هرتز. تم اختيار هذه القيمة حتى تساوي ثانية السيزيوم حدود مقدرة أدوات القياس في عام 1960. نظراً لعدم وجود قياس آخر يتضمن الوقت بشكل دقيق، كان تأثير التغيير أقل من نسبة عدم التأكد التجريبية المتوفرة في جميع أجهزة القياس الموجودة آنذاك.

## تفاصيل تقنية
تم تحديد تعريف الثانية الرسمي بداية عن طريق المكتب الدولي للأوزان والمقاييس في المؤتمر العام للأوزان والمقاييس الثالث عشر في عام 1967 على أنه "المدة المتكونة من 9192631770 فترة من الإشعاع المساوي للانتقال في ذرة سيزيوم-133 ذوي حالة قاعية وبنية فائقة الدقة". في اجتماع المنظمة في عام 1997 تم إضافة التحديد اللآتي للتعريف السابق "هذا التعريف مرتبط بذرة السيزيوم في حالة السكون على درجة حرارة 0 يلفين.
تم إعادة صياغة التعريف من قبل المكتب الدولي للأوزان والمقاييس في عام 2018 على أنه "الثانية تعرف عن طريق أخذ القيمة العددية الثابتة لتردد السيزيوم ΔνCs و التي هي القيمة الترددية لذرة سيزيوم في حالة قاعية وبنية فائقة الدقة و غير مضطربة، والتي تساوي 9192631770 عند تعريفها بوحدة الهرتز، المساوي لواحد/ثانية.
معنى التعريف السابق هو كالآتي: ذرة السيزيوم لها حالة قاعية بالتوزيع الإلكتروني [Xe] 6s^-1، وتبعا، لها رمز تعبيري ذري 2S1/2 . ما يعني أن هنالك إلكترون واحد غير مقترن والذرة كاملة لها قيمة دوران إلكتروني تساوي 1/2. علاوة على ذلك، نواة السيزيوم-133 لها دوران مساوي لـ 7/2. وجود قيمة دوران إلكتروني وقيمة دوران نواي في آن واحد يؤدي إلى انفصال صغير في طاقة جميع المستويات إلى 2 تحت مستوى عن طريق آلية تسمى بنية فائقة الدقة. واحد من تحت المستويات يتوافق مع وجود الدوران الإلكترون والنووي بشكل متوازي، أي بنفس الإتجاه، ما يؤدي إلى قيمة الدوران الكلية F تساوي 4. تحت المستوى الآخر يؤدي إلى الحالة المعاكسة الأخرى وتكون قيمة الدوران الكلية 3. في ذرة السيزيوم، تصدف ان تحت المستوى ذا مستوى الطاقة الأقل يتملك قيمة الدوران الكلية F تساوي 3، وحيث يقع المستوى صاحب قيمة الدوران الكلية F = 4 أعلى قليلا. عندما تتم إثارة الذرة عن طريقة الإشعاع الإلكترومغناطيسي الذي له طاقة تتوافق مع الفرق بين تحت المستويين، تتكص الذرة الإشعاع وتصبح مثارة، منتقلة من قيمة 3 إلى 4. بعد جزء صغير من الثانية، تقوم الذرة الأخرى بإعادة بث الإشعاع حتى تصل إلى حالة القاع وقيمة F = 3. /ن تعريف الثانية، يتضح أن الإشعاع هذا يمتلك تردد مساوي إلى 9192631770 هرتز، بطول موجي 3.26 سم ما يجعله منتميا إلى المجال المايكرويفي.